# Letiště Antalya
Letiště Antalya (AYT) je letiště, které se nachází asi 13 km severovýchodně od centra tureckého města Antalya. Letiště je jedním z nejdůležitějších v Turecku i na celém pobřeží Středozemního moře.  Má dva mezinárodní terminály a jeden domácí terminál. Bylo postaveno v roce 1998.
Airports Council International v roce 2011 letiště vybral jako nejlepší evropské letiště ve své kategorii (10–25 milionů odbavených cestujících ročně). Na toto letiště jsou sezónní pravidelné linky z Brna, Prahy, Ostravy, Pardubic, a Českých Budějovic.